# Bernardyna Maria Jabłońska
Maria Jabłońska, S.A.P.U., řeholním jménem Bernardyna (5. srpna 1878, Łukawica – 23. září 1940, Krakov) byla polská římskokatolická řeholnice, spoluzakladatelka a členka kongregace Sester albertinek sloužících chudým. Katolická církev ji uctívá jako blahoslavenou.

## Život
Narodila se dne 5. srpna 1878 v osadě Pizuny ve vesnici Łukawica v gmině Narol v okrese Lubaczów jako jedno ze čtyř dětí Grzegorzovi a Marii Jabłońským. Pokřtěna byla následujícího 6. srpna ve farním kostele sv. Ondřeje apoštola v Lipsku farářem Karolem Nowowięcickim. Dne 4. května 1893 jí náhle zemřela matka, která ji v dětství formovala ve víře. Vzdělání získala od potulného učitele a poté od místního faráře. Jako dítě pěstovala intenzivní oddanost Matce Boží. Během dospívání se i přes vzdor svého otce rozhodla pro zasvěcený život ve službě chudým.
Setkala se se sv. Adamem Chmielowskim, který pracoval na založení nové ženské řeholní kongregace. Začala s ním spolupracovat a dne 15. ledna 1891 spolu s ním spoluzaložila kongregaci Sester albertinek sloužících chudým. Do kongregace také sama vstoupila a dne 3. června 1897 přijala řeholní hábit. Zvolila si řeholní jméno Bernardyna a dne 6. března 1897 složila své doživotní řeholní sliby. Dne 7. dubna 1902 byla zvolena generální představenou své kongregace, kterou poté byla až do své smrti, přičemž v letech 1927, 1933 a 1939 byla opakovaně znovuzvolena.
Trpěla zdravotními obtížemi, které se v průběhu let zhoršovaly. Zemřela dne 23. září 1940 v řeholním domě v Krakově. Její pohřeb, který se konal následujícího 25. září, vedl biskup Stanisław Rospond. Nejprve byla pohřbena na Rakowickém hřbitově, kde byly dne 23. září 1949 její ostatky přeneseny z prostého hrobu v zemi do větší hrobky. Dne 20. března 1984 byly její ostatky znovu exhumovány a následujícího 22. března uloženy do sarkofágu v kostele Ecce Homo sv. bratra Alberta při mateřském domě jí spoluzaložené kongregace v Krakově.

## Úcta
Její beatifikační proces započal dne 17. února 1984, čímž obdržela titul služebnice Boží. Dne 17. prosince 1996 ji papež sv. Jan Pavel II. podepsáním dekretu o jejích hrdinských ctnostech prohlásil za ctihodnou. Dne 8. března 1997 byl uznán zázrak na její přímluvu, potřebný pro její blahořečení.
Blahořečena pak byla dne 6. června 1997 v Zakopaném papežem sv. Janem Pavlem II. při jeho apoštolské návštěvě Polska.
Její památka je připomínána 23. září. Bývá zobrazována v řeholním oděvu. Je patronkou jí spoluzaložené kongregace.